# Seznam zemětřesení v roce 2024
Legenda:

 6,0–6,9 Mw

 7,0–7,9 Mw

 8,0+ Mw

Toto je seznam zemětřesení v roce 2024. Zahrnuta jsou zde pouze zemětřesení o síle 6,0 Mw nebo výše. Pokud mají slabší zemětřesení za následek velké škody nebo ztráty na životech, tak jsou zde taktéž zahrnuta (neplatí však u mapy vpravo). Časové termíny jsou vedeny podle UTC času a všechny údaje pochází od Americké geologické služby (USGS).

## Přehled

### Srovnání počtu zemětřesení s minulými roky
| Magnitudo (Mw) | 2014   | 2015   | 2016   | 2017   | 2018   | 2019   | 2020   | 2021   | 2022   | 2023   | 2024   | 2025 |
| -------------- | ------ | ------ | ------ | ------ | ------ | ------ | ------ | ------ | ------ | ------ | ------ | ---- |
| 8,0–9,9        | 1      | 1      | 0      | 1      | 1      | 1      | 0      | 3      | 0      | 0      | 0      |      |
| 7,0–7,9        | 11     | 18     | 16     | 6      | 16     | 9      | 9      | 16     | 11     | 19     | 10     |      |
| 6,0–6,9        | 143    | 127    | 131    | 104    | 118    | 135    | 111    | 141    | 117    | 128    | 89     |      |
| 5,0–5,9        | 1 580  | 1 413  | 1 550  | 1 447  | 1 671  | 1 484  | 1 315  | 2 046  | 1 603  | 1 637  | 1 411  |      |
| 4,0–4,9        | 15 817 | 13 777 | 13 700 | 10 544 | 12 782 | 11 897 | 12 135 | 14 643 | 13 707 | 13 816 | 12 603 |      |
| Celkem         | 17 552 | 15 336 | 15 397 | 12 102 | 14 589 | 13 530 | 13 572 | 16 849 | 15 438 | 15 600 | 14 113 |      |

### Podle počtu obětí
| Pořadí | Mrtví | Magnitudo (Mw) | Místo                | Mercalliho stupnice | Hloubka (km) | Datum        | Událost | Reference               |
| ------ | ----- | -------------- | -------------------- | ------------------- | ------------ | ------------ | ------- | ----------------------- |
| 1.     | 570   | 7,5            | Išikawa, Japonsko    | VI (Silné)          | 10           | 1. ledna     |         | [ 2 ] [ 3 ] [ 4 ] [ 5 ] |
| 2.     | 19    | 7,4            | Chua-lien, Tchaj-wan | VIII (Bořivé)       | 40           | 2. dubna     |         | [ 6 ]                   |
| 3.     | 14    | 7,3            | Shefa, Vanuatu       | IX (Pustošivé)      | 57,1         | 17. prosince |         | [ 7 ] [ 8 ]             |

### Podle magnitudy
| Pořadí | Magnitudo (Mw) | Mrtví | Místo                  | Mercalliho stupnice | Hloubka (km) | Datum        | Událost | Reference                  |
| ------ | -------------- | ----- | ---------------------- | ------------------- | ------------ | ------------ | ------- | -------------------------- |
| 1.     | 7,5            | 570   | Išikawa, Japonsko      | VI (Silné)          | 10           | 1. ledna     |         | [ 9 ] [ 10 ] [ 11 ] [ 12 ] |
| 2.     | 7,4            | 19    | Chua-lien, Tchaj-wan   | VIII (Bořivé)       | 40           | 2. dubna     |         | [ 13 ]                     |
| 2.     | 7,4            | 1     | Antofagasta, Chile     | VII (Velmi silné)   | 127,3        | 19. července |         | [ 14 ]                     |
| 4.     | 7,3            | 14    | Shefa, Vanuatu         | IX (Pustošivé)      | 57,1         | 17. prosince |         | [ 15 ] [ 16 ]              |
| 5.     | 7,2            | 0     | Arequipa, Peru         | VI (Silné)          | 24           | 28. června   |         | [ 17 ] [ 18 ]              |
| 6.     | 7,1            | 0     | Mijazaki, Japonsko     | VIII (Bořivé)       | 24           | 8. srpna     |         | [ 19 ] [ 20 ] [ 21 ]       |
| 6.     | 7,1            | 0     | Soccsksargen, Filipíny | III (Slabé)         | 639,5        | 11. července |         | [ 22 ]                     |

### Galerie

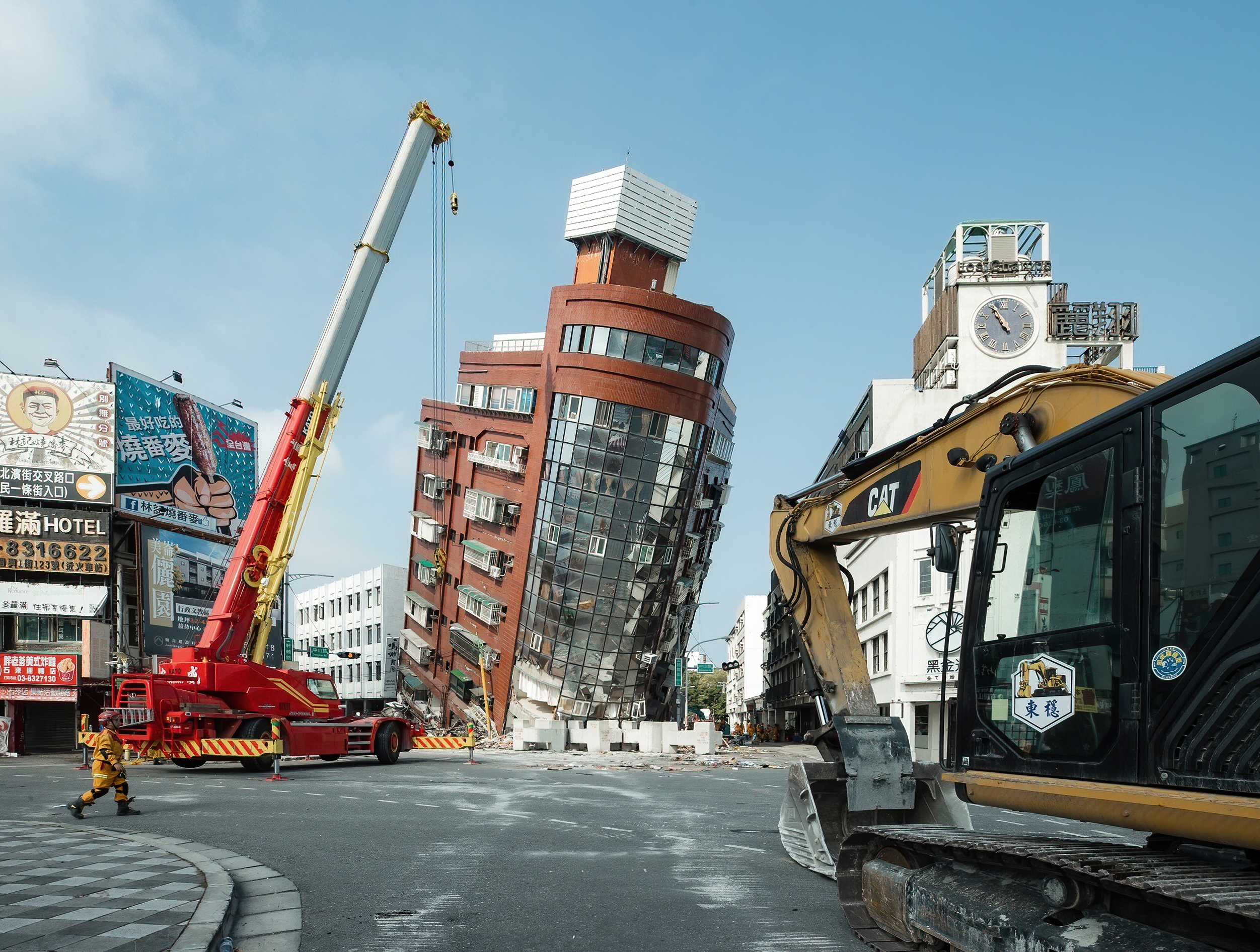
Záchranné práce u částečně zřícené desetipodlažní budovy na Tchaj-wanu. 2. duben, 7,4 Mw
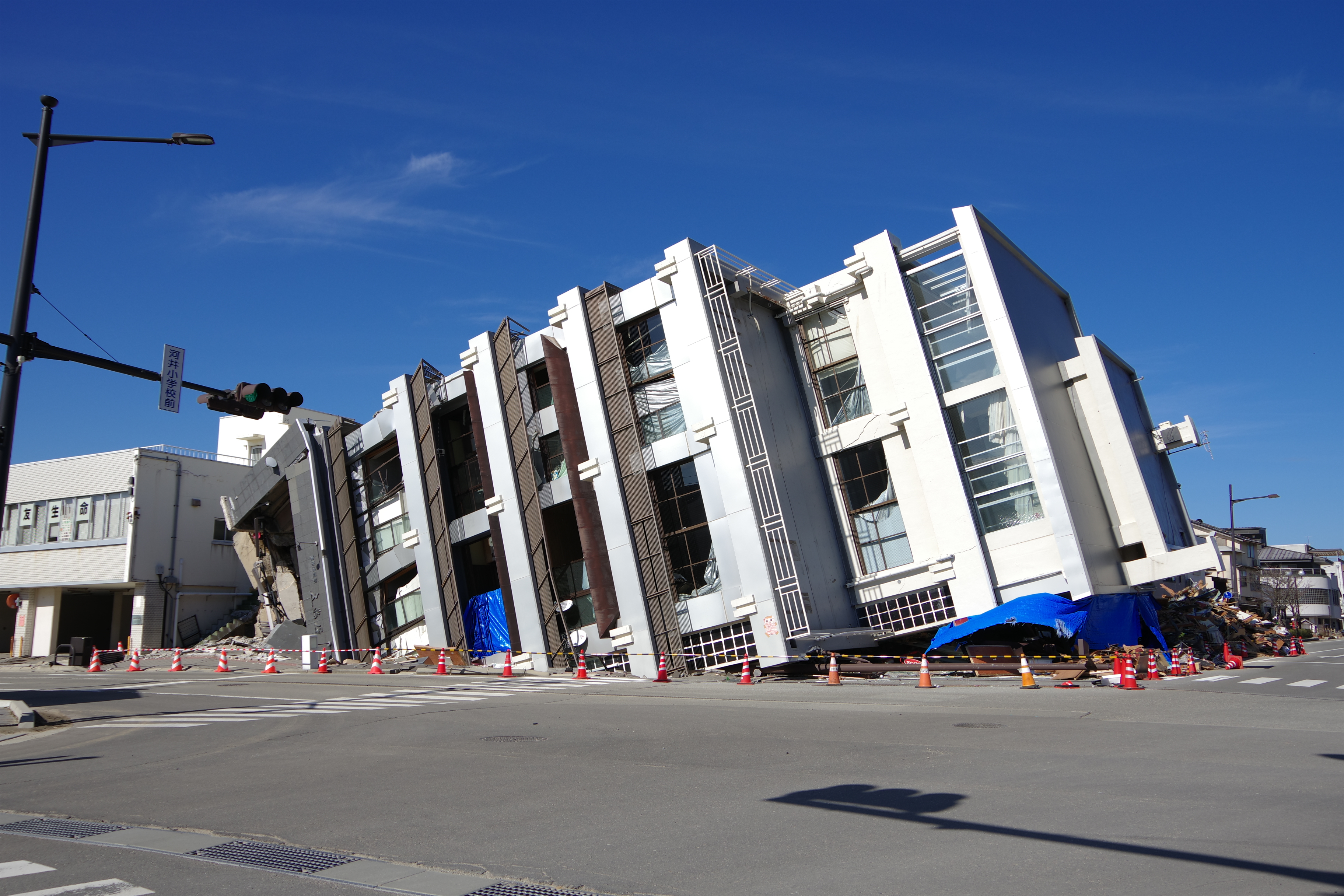
Převrácená budova v Japonsku. 1. leden, 7,5 Mw
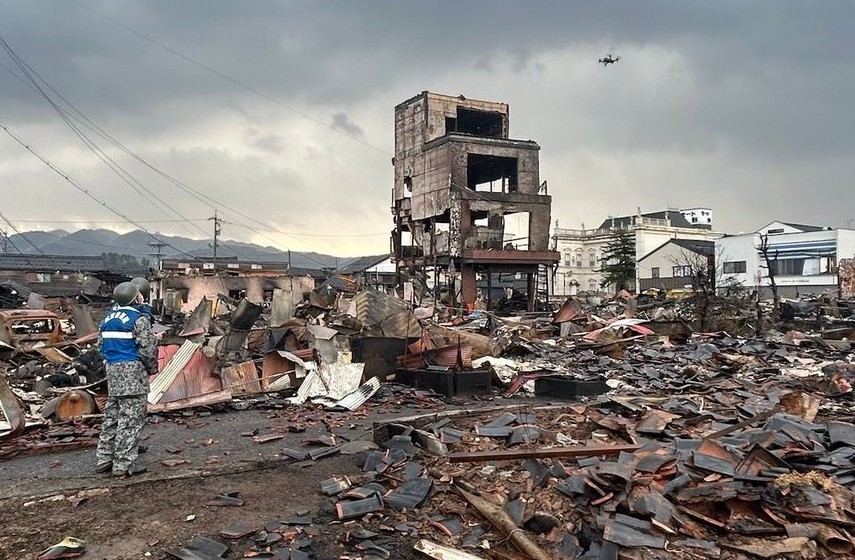
Dron, včetně jeho operátora, v zasažené oblasti v Japonsku. 1. leden, 7,5 Mw